# Roping

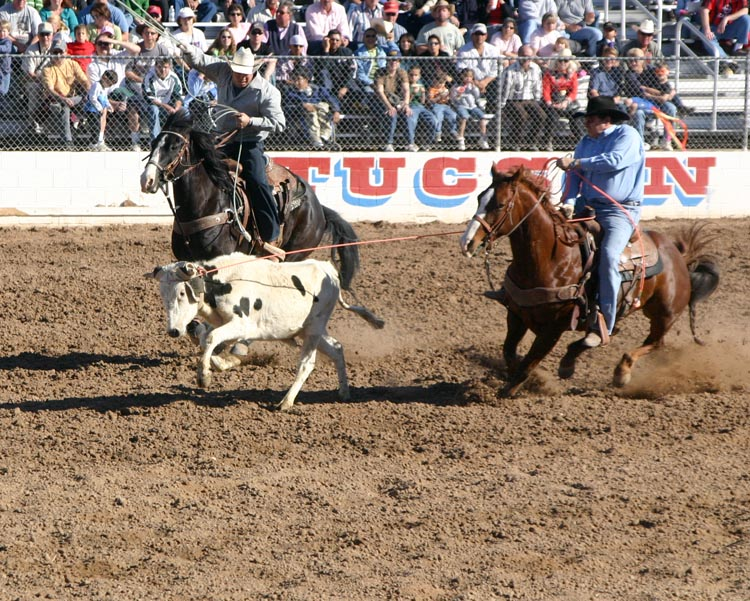
Team roping in azione in un rodeo

Il roping è una pratica usata dai cowboy statunitensi per catturare il bestiame con il lazo (rope).

## Descrizione
Esistono varie esecuzioni:
- team roping: un cowboy prende la testa ed uno le zampe posteriori del vitello;
- calf roping: il cowboy cattura un vitello smonta da cavallo e lega tre zampe al vitello, mentre il cavallo tiene in tiro il lazo;
- steer roping: il cowboy cattura la testa di un vitello, passa il lazo nella parte destra del vitello gira con il cavallo a sinistra e fa cadere il vitello.

In tutte le discipline i vitelli hanno delle protezioni alle corna ed alle zampe. In Italia esistono i butteri originari della Maremma che usano una corda di canapa con un anello chiamata lacciara, catturano vitelli o cavalli ed alcuni usano una sella dotata di pomo (pallino) di origine antichissima molto simile alle selle dei buckaroo (cowboys californiani).
In Italia esistono vari gruppi di appassionati di Team Roping. Rifacendosi fedelmente alle regole americane propongono sul territorio nazionale varie gare di questa specialità. Alcuni punti di riferimento sono il Cow Boy Guest Ranch di Voghera (Pv), che annualmente organizza il Tropy Ice, all'interno del quale vengono tenute anche sessioni di team roping, il Rolanda QH di Bairo Canavese ed il Diablo Ranch di Turate (Co), dove vengono organizzate gare spot, allenamenti e lezioni di questa avvincente competizione.